# Settimo Rottaro
Settimo Rottaro – miejscowość i gmina we Włoszech, w regionie Piemont, w prowincji Turyn.
Według danych na rok 2004 gminę zamieszkiwało 514 osób, 85,7 os./km².